# Повх Василь Олексійович
Василь Олексійович Повх (27 лютого 1906, село Вовківці, тепер Роменського району, Сумської області — 1997, місто Харків) — український радянський діяч, секретар Закарпатського обласного комітету КПУ, ректор Харківського державного педагогічного інституту імені Сковороди.

## Біографія
Народився в бідній селянській родині. Закінчив сільську трудову школу, педагогічні курси в Ромнах та Гадяцький педагогічний технікум (у 1924 році).
У 1927—1931 роках навчався на філологічному факультеті Харківського інституту народної освіти, був однокурсником Юрія Шевельова. Автор декількох літературно-критичних статей у тогочасній пресі.
Після закінчення інституту працював редактором-пропагандистом Харківського обласного відділу політосвіти.
У 1938—1942 роках — завідувач районного відділу народної освіти; завідувач Харківського обласного відділу народної освіти.
Член ВКП(б) з 1939 року.
У 1942—1944 роках — завідувач сектора пропаганди ЦК КП(б)У в Москві.
У березні — жовтні 1944 року — завідувач Харківського обласного відділу народної освіти.
У жовтні 1944 — березні 1946 року — заступник завідувача відділу шкіл ЦК КП(б)У.
У березні 1946 — листопаді 1948 року — завідувач відділу шкіл ЦК КП(б)У.
З грудня 1948 по жовтень 1949 року — заступник завідувача відділу пропаганди та агітації ЦК КП(б)У.
З грудня (затв. у жовтні) 1949 по вересень 1952 року — секретар Кам'янець-Подільського обласного комітету КП(б)У з питань ідеології.
У вересні 1952 — квітні 1959 року — секретар Закарпатського обласного комітету КПУ з питань ідеології.
У травні 1959 — грудні 1962 року — директор Харківського державного педагогічного інституту фізичного виховання імені Григорія Сковороди.
З грудня 1962 року — старший викладач кафедри педагогіки Харківського державного педагогічного інституту імені Григорія Сковороди.
Потім — на пенсії. Очолював Раду ветеранів Великої вітчизняної війни при Харківському державному педагогічному інституті імені Григорія Сковороди.

## Нагороди
- два ордени Трудового Червоного Прапора (23.01.1948, 26.02.1958)
- орден «Знак Пошани» (28.08.1944)
- «Відмінник народної освіти» (1969)
- медалі